# West Point (Nebraska)
West Point ist eine Stadt im Cuming County im US-Bundesstaat Nebraska. Sie ist der Verwaltungssitz und mit 3504 Einwohnern gleichzeitig auch größte Stadt des Cuming County.

## Lage
Die Stadt im Elkhorn Valley liegt rund 130 Kilometer nördlich der Bundesstaatshauptstadt Lincoln. Durch West Point fließt der Elkhorn River.

## Geschichte
West Point wurde im Frühjahr 1857 gegründet, als Geschäftsleute aus Omaha die Nebraska Settlement Association gründeten, um Standorte für eine Siedlung im Elkhorn Valley zu finden. Uriah, John und Andrew Bruner (drei Brüder aus Pennsylvania) sowie William Sexauer wählten den heutigen Standort an einer Flussbiegung, den sie daraufhin „New Philadelphia“ nannten. Der Name wurde kurze Zeit später jedoch in West Point geändert, da der Ort der westlichste Außenposten im Tal war.
West Point wurde am 12. Oktober 1858 zum Verwaltungssitz des Cuming County, nachdem es die Wahl gegen die Gemeinde DeWitt gewonnen hatte. Insgesamt 19 Stimmen wurden zwischen den beiden Städten aufgeteilt, wobei West Point 12 Stimmen erhielt. Im Frühjahr 1859 überfielen über 4000 Pawnee-Ureinwohner während eines Jagdausflugs das Elkhorn Valley und brannten, unzufrieden, weiße Siedler im Tal vorzufinden, mehrere Gehöfte nieder und töteten Vieh. Der sogenannte Pawnee-Krieg endete in der Nähe von Battle Creek.
1870 wurde West Point durch die Fremont, Elkhorn and Missouri Valley Railroad (FE&MV) an das Eisenbahnnetz angeschlossen. Die aus Fremont nordwärts nach West Point geführte Bahnstrecke wurde im folgenden Jahr nach Wisner und 1879 in das nordwestlich von West Point gelegene Norfolk verlängert. 1903 wurde die FE&MV in die Chicago and North Western Railway (C&NW) integriert, die Ende des 19. Jahrhunderts die Aktienmehrheit erworben hatte.
Mitte der 1970er Jahre wurde die Zukunft des Eisenbahnverkehrs in der Region in Frage gestellt. Die C&NW-Strecke verzeichnete einen Rückgang des Güterverkehrsaufkommens. Der kommerzielle Eisenbahnverkehr wurde im Frühjahr 1982 eingestellt, als Überschwemmungen durch den Elkhorn River Teile der Strecke beschädigten. Angesichts des rückläufigen Güterverkehrs und der Überschwemmungsschäden reichte die Eisenbahngesellschaft bei der Interstate Commerce Commission einen Antrag auf Stilllegung der Strecke ein, die Genehmigung wurde kurze Zeit später erteilt. Es gab Pläne, den Eisenbahnverkehr von der neu gegründeten Fremont & Elkhorn Valley Railroad wiederzubeleben, die den Abschnitt Fremont–West Point der stillgelegten Strecke gekauft hatte. Die Kosten für die Wiederaufnahme des Eisenbahnverkehrs waren jedoch zu hoch und die Gleise wurden 1988 entfernt.

## Persönlichkeiten
- Lawrence Bruner (1856–1937), Entomologe der University of Nebraska, in West Point aufgewachsen
- Richard C. Hunter (1884–1941), Senator für den US-Bundesstaat Nebraska
- John Linus Paschang (1895–1999), Bischof von Grand Island, in West Point verstorben
- John Boekenfoehr (1903–1982), Bischof von Kimberley
- Karl H. Timmermann (1922–1951), Offizier der US-Army, ging in West Point zur Highschool
- Eldon Johnson (1930–2015), Senator für den US-Bundesstaat Oregon
- Tim Walz (* 1964), 41. Gouverneur von Minnesota